# Copa del Rey de fútbol 2004-05
La Copa del Rey de fútbol 2004-05 es la edición número 101 del Campeonato de España. Se disputó desde el 31 de agosto de 2004 hasta el 11 de junio de 2005, con la participación de 83 equipos de la Primera, Segunda, Segunda B y Tercera División. Aunque jueguen en dichas categorías, no tienen permitida la participación equipos filiales de otros clubes.
Los equipos de Primera División comenzaron la competición en la primera ronda, con una eliminatoria ya disputada.
El Real Betis logró el segundo título copero de su historia ante el C. A. Osasuna, que disputaba la final del torneo por primera vez.

## Ronda previa
La eliminatoria se decidió a doble partido, disputados el 1 de septiembre de 2004 y el 9 de septiembre de 2004.
| Equipo local ida           | Resultado | Equipo visitante ida          | Ida | Vuelta |
| -------------------------- | --------- | ----------------------------- | --- | ------ |
| C. D. Móstoles             | 3-4       | U. D. Vecindario              | 1-2 | 2-2    |
| C. C. D. Cerceda           | 5-1       | Castillo C. F.                | 3-1 | 2-0    |
| S. C. R. Peña Deportiva    | 2-6       | U. D. Lanzarote               | 1-4 | 1-2    |
| C. D. Ourense              | 2-5       | U. D. Pájara Playas de Jandía | 0-3 | 2-2    |
| S. D. Noja                 | 2-3       | C. D. Recreación de La Rioja  | 2-3 | 0-0    |
| Gimnástica Segoviana C. F. | 2-1       | Sestao River Club             | 0-1 | 2-0    |
| Benidorm C. D.             | 2-4       | U. D. A. Gramenet             | 2-1 | 0-3    |
| Real Oviedo                | 1-2       | Amurrio C. F.                 | 0-0 | 1-2    |
| Burgos C. F.               | 3-1       | S. D. Ponferradina            | 1-1 | 2-0    |
| Utebo C. F.                | 1-5       | C. F. Badalona                | 1-0 | 0-5    |
| Girona F. C.               | 1-0       | Alicante C. F.                | 1-0 | 0-0    |
| C. M. Peralta              | 1-3       | C. D. Castellón               | 1-1 | 1-2    |
| Granada C. F.              | 1-3       | A. D. Ceuta                   | 0-2 | 1-1    |
| A. D. Mar Menor-San Javier | 1-3       | Lorca Deportiva C. F.         | 0-0 | 1-3    |
| C. D. Quintanar del Rey    | 1-4       | C. D. Alcalá                  | 1-1 | 0-3    |
| C. D. Don Benito           | 2-1       | U. D. Melilla                 | 1-0 | 1-1    |
| C. D. Badajoz              | 1-2       | U. B. Conquense               | 1-0 | 0-2    |

## Primera ronda
La eliminatoria se decidió a partido único, disputados entre los días 26 de octubre de 2004 y el 4 de noviembre de 2004.
| Local                        | Resultado    | Visitante                    |
| ---------------------------- | ------------ | ---------------------------- |
| U. D. Vecindario             | 2-3          | Pontevedra Club de Fútbol    |
| Girona F. C.                 | 2-1          | Villarreal C. F.             |
| C. D. Recreación de La Rioja | 0-3          | C. D. Numancia               |
| U. D. A. Gramenet            | 1-0          | F. C. Barcelona              |
| Rayo Vallecano               | 0-1          | R. C. D. Mallorca            |
| A. D. Ceuta                  | 0-1          | Albacete Balompié            |
| U. D. Las Palmas             | 0-1          | Getafe C. F.                 |
| U. D. Lanzarote              | 3-2          | Racing de Ferrol             |
| S. D. Eibar                  | 0-0 (p. 2-4) | Real Valladolid C. F.        |
| Cádiz C. F.                  | 4-0          | Polideportivo Ejido          |
| Cultural Leonesa             | 1-1 (p. 4-3) | Deportivo Alavés             |
| C. D. Alcalá                 | 0-0 (p. 2-4) | Real Betis                   |
| Lorca Deportiva C. F.        | 4-1          | Real Murcia C. F.            |
| C. D. Don Benito             | 0-2          | Málaga C. F.                 |
| Xerez C. D.                  | 0-1          | C. F. Ciudad de Murcia       |
| Algeciras C. F.              | 0-1          | Sevilla F. C.                |
| U. E. Lleida                 | 1-0          | Valencia C. F.               |
| Real Sporting de Gijón       | 1-2          | Elche C. F.                  |
| Amurrio C. F.                | 2-3          | Racing de Santander          |
| C. D. Mirandés               | 3-2          | U. D. Salamanca              |
| Burgos C. F.                 | 1-3          | Real Sociedad                |
| Gimnástica Segoviana C. F.   | 0-1          | Athletic Club                |
| Nástic de Tarragona          | 2-1          | Real Zaragoza                |
| C. F. Badalona               | 0-0 (p. 2-4) | Levante U. D.                |
| C. D. Ourense                | 0-3          | Atlético de Madrid           |
| C. C. D. Cerceda             | 0-2          | R. C. Deportivo de la Coruña |
| C. D. Castellón              | 0-0 (p. 2-4) | C. A. Osasuna                |
| C. D. Leganés                | 1-2          | Real Madrid                  |
| Terrassa F. C.               | 1-1 (p. 5-3) | R. C. D. Espanyol            |
| U. B. Conquense              | 0-2          | Recreativo de Huelva         |
| Córdoba C. F.                | 0-0 (p. 4-3) | U. D. Almería                |
| C. D. Tenerife               | 3-1          | R. C. Celta de Vigo          |

## Segunda ronda
La eliminatoria se decidió a partido único, disputados entre los días 10 de noviembre de 2004 y el 11 de noviembre de 2004.
| Local                     | Resultado    | Visitante                    |
| ------------------------- | ------------ | ---------------------------- |
| Lorca Deportiva C. F.     | 5-2          | Málaga C. F.                 |
| C. D. Tenerife            | 1-2          | Real Madrid Club de Fútbol   |
| Pontevedra Club de Fútbol | 1-2          | Getafe C. F.                 |
| Girona Fútbol Club        | 0-1          | C. A. Osasuna                |
| Elche C. F.               | 1-0          | R. C. Deportivo de la Coruña |
| U. D. Lanzarote           | 2-1          | R. C. D. Mallorca            |
| Cádiz C. F.               | 0-2          | Real Betis                   |
| C. F. Ciudad de Murcia    | 1-2          | Sevilla F. C.                |
| U. D. A. Gramenet         | 2-1          | Levante U. D.                |
| Real Valladolid C. F.     | 2-1          | Racing de Santander          |
| Cultural Leonesa          | 1-2          | Athletic Club                |
| Recreativo de Huelva      | 1-0          | Albacete Balompié            |
| Terrassa F. C.            | 2-2 (p. 2-4) | U. E. Lleida                 |
| Córdoba C. F.             | 1-1 (p. 3-4) | C. D. Numancia               |
| Nástic de Tarragona       | 0-1          | Atlético de Madrid           |
| C. D. Mirandés            | 0-0 (p. 4-3) | Real Sociedad de Fútbol      |

## Llave de eliminación
|  | Octavos de final                                                  | Octavos de final                                                  | Octavos de final                                                  | Octavos de final                                                  |   |                   | Cuartos de final                                                              | Cuartos de final                                                              | Cuartos de final                                                              | Cuartos de final                                                              |  |                 | Semifinales                                                     | Semifinales                                                     | Semifinales                                                     | Semifinales                                                     |  |                    | Final                                                | Final                                                |  |
|  | 11 al 13 de enero de 2005 (ida) 18 y 20 de enero de 2005 (vuelta) | 11 al 13 de enero de 2005 (ida) 18 y 20 de enero de 2005 (vuelta) | 11 al 13 de enero de 2005 (ida) 18 y 20 de enero de 2005 (vuelta) | 11 al 13 de enero de 2005 (ida) 18 y 20 de enero de 2005 (vuelta) |   |                   | 25 de enero al 2 de febrero de 2005 (ida) 2 al 16 de febrero de 2005 (vuelta) | 25 de enero al 2 de febrero de 2005 (ida) 2 al 16 de febrero de 2005 (vuelta) | 25 de enero al 2 de febrero de 2005 (ida) 2 al 16 de febrero de 2005 (vuelta) | 25 de enero al 2 de febrero de 2005 (ida) 2 al 16 de febrero de 2005 (vuelta) |  |                 | 20 y 21 de abril de 2005 (ida) 11 y 12 de mayo de 2005 (vuelta) | 20 y 21 de abril de 2005 (ida) 11 y 12 de mayo de 2005 (vuelta) | 20 y 21 de abril de 2005 (ida) 11 y 12 de mayo de 2005 (vuelta) | 20 y 21 de abril de 2005 (ida) 11 y 12 de mayo de 2005 (vuelta) |  |                    | 11 de junio de 2005 Estadio Vicente Calderón, Madrid | 11 de junio de 2005 Estadio Vicente Calderón, Madrid |  |
|  |                                                                   |                                                                   |                                                                   |                                                                   |   |                   |                                                                               |                                                                               |                                                                               |                                                                               |  |                 |                                                                 |                                                                 |                                                                 |                                                                 |  |                    |                                                      |                                                      |  |
|  |                                                                   |                                                                   |                                                                   |                                                                   |   |                   |                                                                               |                                                                               |                                                                               |                                                                               |  |                 |                                                                 |                                                                 |                                                                 |                                                                 |  |                    |                                                      |                                                      |  |
|  | U. D. A. Gramenet                                                 | 2                                                                 | 0                                                                 | 2                                                                 |   |                   |                                                                               |                                                                               |                                                                               |                                                                               |  |                 |                                                                 |                                                                 |                                                                 |                                                                 |  |                    |                                                      |                                                      |  |
|  | U. D. A. Gramenet                                                 | 2                                                                 | 0                                                                 | 2                                                                 |   |                   |                                                                               |                                                                               |                                                                               |                                                                               |  |                 |                                                                 |                                                                 |                                                                 |                                                                 |  |                    |                                                      |                                                      |  |
|  | U. E. Lleida                                                      | 0                                                                 | 1                                                                 | 1                                                                 |   |                   |                                                                               |                                                                               |                                                                               |                                                                               |  |                 |                                                                 |                                                                 |                                                                 |                                                                 |  |                    |                                                      |                                                      |  |
|  | U. E. Lleida                                                      | 0                                                                 | 1                                                                 | 1                                                                 |   | U. D. A. Gramenet | 2                                                                             | 3                                                                             | 5                                                                             |                                                                               |  |                 |                                                                 |                                                                 |                                                                 |                                                                 |  |                    |                                                      |                                                      |  |
|  |                                                                   |                                                                   |                                                                   |                                                                   |   | U. D. A. Gramenet | 2                                                                             | 3                                                                             | 5                                                                             |                                                                               |  |                 |                                                                 |                                                                 |                                                                 |                                                                 |  |                    |                                                      |                                                      |  |
|  |                                                                   |                                                                   | Real Betis                                                        | 2                                                                 | 4 | 6                 |                                                                               |                                                                               |                                                                               |                                                                               |  |                 |                                                                 |                                                                 |                                                                 |                                                                 |  |                    |                                                      |                                                      |  |
|  | C. D. Mirandés                                                    | 1                                                                 | Real Betis                                                        | 2                                                                 | 4 | 6                 | 0                                                                             | 1                                                                             |                                                                               |                                                                               |  |                 |                                                                 |                                                                 |                                                                 |                                                                 |  |                    |                                                      |                                                      |  |
|  | C. D. Mirandés                                                    | 1                                                                 |                                                                   |                                                                   |   |                   |                                                                               |                                                                               |                                                                               |                                                                               |  |                 |                                                                 |                                                                 |                                                                 |                                                                 |  |                    |                                                      |                                                      |  |
|  | Real Betis                                                        | 3                                                                 | 0                                                                 | 3                                                                 |   |                   |                                                                               |                                                                               |                                                                               |                                                                               |  |                 |                                                                 |                                                                 |                                                                 |                                                                 |  |                    |                                                      |                                                      |  |
|  | Real Betis                                                        | 3                                                                 | 0                                                                 | 3                                                                 |   |                   |                                                                               |                                                                               |                                                                               |                                                                               |  | Real Betis (p.) | 0                                                               | 0                                                               | 0 (5)                                                           |                                                                 |  |                    |                                                      |                                                      |  |
|  |                                                                   |                                                                   |                                                                   |                                                                   |   |                   |                                                                               |                                                                               |                                                                               |                                                                               |  | Real Betis (p.) | 0                                                               | 0                                                               | 0 (5)                                                           |                                                                 |  |                    |                                                      |                                                      |  |
|  |                                                                   |                                                                   | Athletic Club                                                     | 0                                                                 | 0 | 0 (4)             |                                                                               |                                                                               |                                                                               |                                                                               |  |                 |                                                                 |                                                                 |                                                                 |                                                                 |  |                    |                                                      |                                                      |  |
|  | U. D. Lanzarote                                                   | 2                                                                 | Athletic Club                                                     | 0                                                                 | 0 | 0 (4)             | 0                                                                             | 2                                                                             |                                                                               |                                                                               |  |                 |                                                                 |                                                                 |                                                                 |                                                                 |  |                    |                                                      |                                                      |  |
|  | U. D. Lanzarote                                                   | 2                                                                 |                                                                   |                                                                   |   |                   |                                                                               |                                                                               |                                                                               |                                                                               |  |                 |                                                                 |                                                                 |                                                                 |                                                                 |  |                    |                                                      |                                                      |  |
|  | Athletic Club                                                     | 1                                                                 | 6                                                                 | 7                                                                 |   |                   |                                                                               |                                                                               |                                                                               |                                                                               |  |                 |                                                                 |                                                                 |                                                                 |                                                                 |  |                    |                                                      |                                                      |  |
|  | Athletic Club                                                     | 1                                                                 | 6                                                                 | 7                                                                 |   | Athletic Club     | 3                                                                             | 1                                                                             | 4                                                                             |                                                                               |  |                 |                                                                 |                                                                 |                                                                 |                                                                 |  |                    |                                                      |                                                      |  |
|  |                                                                   |                                                                   |                                                                   |                                                                   |   | Athletic Club     | 3                                                                             | 1                                                                             | 4                                                                             |                                                                               |  |                 |                                                                 |                                                                 |                                                                 |                                                                 |  |                    |                                                      |                                                      |  |
|  |                                                                   |                                                                   | Real Valladolid C. F.                                             | 2                                                                 | 0 | 2                 |                                                                               |                                                                               |                                                                               |                                                                               |  |                 |                                                                 |                                                                 |                                                                 |                                                                 |  |                    |                                                      |                                                      |  |
|  | Real Valladolid C. F. (v.)                                        | 0                                                                 | Real Valladolid C. F.                                             | 2                                                                 | 0 | 2                 | 1                                                                             | 1                                                                             |                                                                               |                                                                               |  |                 |                                                                 |                                                                 |                                                                 |                                                                 |  |                    |                                                      |                                                      |  |
|  | Real Valladolid C. F. (v.)                                        | 0                                                                 |                                                                   |                                                                   |   |                   |                                                                               |                                                                               |                                                                               |                                                                               |  |                 |                                                                 |                                                                 |                                                                 |                                                                 |  |                    |                                                      |                                                      |  |
|  | Real Madrid                                                       | 0                                                                 | 1                                                                 | 1                                                                 |   |                   |                                                                               |                                                                               |                                                                               |                                                                               |  |                 |                                                                 |                                                                 |                                                                 |                                                                 |  |                    |                                                      |                                                      |  |
|  | Real Madrid                                                       | 0                                                                 | 1                                                                 | 1                                                                 |   |                   |                                                                               |                                                                               |                                                                               |                                                                               |  |                 |                                                                 |                                                                 |                                                                 |                                                                 |  | Real Betis (t. s.) | 2                                                    |                                                      |  |
|  |                                                                   |                                                                   |                                                                   |                                                                   |   |                   |                                                                               |                                                                               |                                                                               |                                                                               |  |                 |                                                                 |                                                                 |                                                                 |                                                                 |  | Real Betis (t. s.) | 2                                                    |                                                      |  |
|  |                                                                   |                                                                   | C. A. Osasuna                                                     | 1                                                                 |   |                   |                                                                               |                                                                               |                                                                               |                                                                               |  |                 |                                                                 |                                                                 |                                                                 |                                                                 |  |                    |                                                      |                                                      |  |
|  | R. C. Recreativo de Huelva                                        | 0                                                                 | C. A. Osasuna                                                     | 1                                                                 | 1 | 1                 |                                                                               |                                                                               |                                                                               |                                                                               |  |                 |                                                                 |                                                                 |                                                                 |                                                                 |  |                    |                                                      |                                                      |  |
|  | R. C. Recreativo de Huelva                                        | 0                                                                 |                                                                   |                                                                   |   |                   |                                                                               |                                                                               |                                                                               |                                                                               |  |                 |                                                                 |                                                                 |                                                                 |                                                                 |  |                    |                                                      |                                                      |  |
|  | Sevilla F. C.                                                     | 2                                                                 | 2                                                                 | 4                                                                 |   |                   |                                                                               |                                                                               |                                                                               |                                                                               |  |                 |                                                                 |                                                                 |                                                                 |                                                                 |  |                    |                                                      |                                                      |  |
|  | Sevilla F. C.                                                     | 2                                                                 | 2                                                                 | 4                                                                 |   | Sevilla F. C.     | 2                                                                             | 1                                                                             | 3                                                                             |                                                                               |  |                 |                                                                 |                                                                 |                                                                 |                                                                 |  |                    |                                                      |                                                      |  |
|  |                                                                   |                                                                   |                                                                   |                                                                   |   | Sevilla F. C.     | 2                                                                             | 1                                                                             | 3                                                                             |                                                                               |  |                 |                                                                 |                                                                 |                                                                 |                                                                 |  |                    |                                                      |                                                      |  |
|  |                                                                   |                                                                   | C. A. Osasuna                                                     | 1                                                                 | 3 | 4                 |                                                                               |                                                                               |                                                                               |                                                                               |  |                 |                                                                 |                                                                 |                                                                 |                                                                 |  |                    |                                                      |                                                      |  |
|  | C. A. Osasuna                                                     | 2                                                                 | C. A. Osasuna                                                     | 1                                                                 | 3 | 4                 | 2                                                                             | 4                                                                             |                                                                               |                                                                               |  |                 |                                                                 |                                                                 |                                                                 |                                                                 |  |                    |                                                      |                                                      |  |
|  | C. A. Osasuna                                                     | 2                                                                 |                                                                   |                                                                   |   |                   |                                                                               |                                                                               |                                                                               |                                                                               |  |                 |                                                                 |                                                                 |                                                                 |                                                                 |  |                    |                                                      |                                                      |  |
|  | Getafe C. F.                                                      | 0                                                                 | 3                                                                 | 3                                                                 |   |                   |                                                                               |                                                                               |                                                                               |                                                                               |  |                 |                                                                 |                                                                 |                                                                 |                                                                 |  |                    |                                                      |                                                      |  |
|  | Getafe C. F.                                                      | 0                                                                 | 3                                                                 | 3                                                                 |   |                   |                                                                               |                                                                               |                                                                               |                                                                               |  | C. A. Osasuna   | 1                                                               | 0                                                               | 1                                                               |                                                                 |  |                    |                                                      |                                                      |  |
|  |                                                                   |                                                                   |                                                                   |                                                                   |   |                   |                                                                               |                                                                               |                                                                               |                                                                               |  | C. A. Osasuna   | 1                                                               | 0                                                               | 1                                                               |                                                                 |  |                    |                                                      |                                                      |  |
|  |                                                                   |                                                                   | Atlético de Madrid                                                | 0                                                                 | 0 | 0                 |                                                                               |                                                                               |                                                                               |                                                                               |  |                 |                                                                 |                                                                 |                                                                 |                                                                 |  |                    |                                                      |                                                      |  |
|  | Elche C. F.                                                       | 1                                                                 | Atlético de Madrid                                                | 0                                                                 | 0 | 0                 | 0                                                                             | 1 (3)                                                                         |                                                                               |                                                                               |  |                 |                                                                 |                                                                 |                                                                 |                                                                 |  |                    |                                                      |                                                      |  |
|  | Elche C. F.                                                       | 1                                                                 |                                                                   |                                                                   |   |                   |                                                                               |                                                                               |                                                                               |                                                                               |  |                 |                                                                 |                                                                 |                                                                 |                                                                 |  |                    |                                                      |                                                      |  |
|  | C. D. Numancia (p.)                                               | 0                                                                 | 1                                                                 | 1 (5)                                                             |   |                   |                                                                               |                                                                               |                                                                               |                                                                               |  |                 |                                                                 |                                                                 |                                                                 |                                                                 |  |                    |                                                      |                                                      |  |
|  | C. D. Numancia (p.)                                               | 0                                                                 | 1                                                                 | 1 (5)                                                             |   | C. D. Numancia    | 0                                                                             | 0                                                                             | 0                                                                             |                                                                               |  |                 |                                                                 |                                                                 |                                                                 |                                                                 |  |                    |                                                      |                                                      |  |
|  |                                                                   |                                                                   |                                                                   |                                                                   |   | C. D. Numancia    | 0                                                                             | 0                                                                             | 0                                                                             |                                                                               |  |                 |                                                                 |                                                                 |                                                                 |                                                                 |  |                    |                                                      |                                                      |  |
|  |                                                                   |                                                                   | Atlético de Madrid                                                | 0                                                                 | 1 | 1                 |                                                                               |                                                                               |                                                                               |                                                                               |  |                 |                                                                 |                                                                 |                                                                 |                                                                 |  |                    |                                                      |                                                      |  |
|  | Lorca Deportiva C. F.                                             | 1                                                                 | Atlético de Madrid                                                | 0                                                                 | 1 | 1                 | 0                                                                             | 1                                                                             |                                                                               |                                                                               |  |                 |                                                                 |                                                                 |                                                                 |                                                                 |  |                    |                                                      |                                                      |  |
|  | Lorca Deportiva C. F.                                             | 1                                                                 |                                                                   |                                                                   |   |                   |                                                                               |                                                                               |                                                                               |                                                                               |  |                 |                                                                 |                                                                 |                                                                 |                                                                 |  |                    |                                                      |                                                      |  |
|  | Atlético de Madrid                                                | 3                                                                 | 2                                                                 | 5                                                                 |   |                   |                                                                               |                                                                               |                                                                               |                                                                               |  |                 |                                                                 |                                                                 |                                                                 |                                                                 |  |                    |                                                      |                                                      |  |
|  | Atlético de Madrid                                                | 3                                                                 | 2                                                                 | 5                                                                 |   |                   |                                                                               |                                                                               |                                                                               |                                                                               |  |                 |                                                                 |                                                                 |                                                                 |                                                                 |  |                    |                                                      |                                                      |  |
|  |                                                                   |                                                                   |                                                                   |                                                                   |   |                   |                                                                               |                                                                               |                                                                               |                                                                               |  |                 |                                                                 |                                                                 |                                                                 |                                                                 |  |                    |                                                      |                                                      |  |

## Octavos de final

### Real Valladolid - Real Madrid
| Ida; 11 de enero de 2005, 21:00 (CET) | Real Valladolid C. F. | 0:0 | Real Madrid | Estadio José Zorrilla, Valladolid |  |

| Vuelta; 18 de enero de 2005, 21:00 (CET) | Real Madrid | 1:1 (0:0) | Real Valladolid C. F. | Santiago Bernabéu, Madrid |  |
|                                          | Owen 67'    |           | Xavi Moré 77'         |                           |  |

### Lanzarote - Athletic Club
| Ida; 11 de enero de 2005, 21:00 (CET) | U. D. Lanzarote               | 2:1 (1:1) | Athletic Club             | Ciudad Deportiva de Lanzarote, Lanzarote |  |
|                                       | Alejandro 21' · Alejandro 46' |           | Nacho Calvillo 34' (a.g.) |                                          |  |

| Vuelta; 18 de enero de 2005, 21:00 (CET) | Athletic Club                                                                           | 6:0 (2:0) | U. D. Lanzarote | San Mamés, Bilbao                            |                                              |
|                                          | Llorente 24' · Etxeberria 38' · Llorente 58' · Llorente 65' · Ezquerro 76' · Orbaiz 78' |           |                 | Asistencia: ??? espectadores Árbitro(s): ??? | Asistencia: ??? espectadores Árbitro(s): ??? |

### Lorca Deportiva - Atlético de Madrid
| Ida; 12 de enero de 2005, 21:30 (CET) | Lorca Deportiva C. F. | 1:3 (0:1) | Atlético de Madrid                          | Estadio Francisco Artés Carrasco, Lorca |                                |
|                                       | Alexandre 64'         |           | Antonio López 45' · Pablo 80' · Braulio 85' | Asistencia: 8 000 espectadores          | Asistencia: 8 000 espectadores |

| Vuelta; 18 de enero de 2005, 21:00 (CET) | Atlético de Madrid        | 2:0 (0:0) | Lorca Deportiva C. F. | Estadio Vicente Calderón, Madrid |  |
|                                          | Braulio 64' · Braulio 85' |           |                       |                                  |  |

### Osasuna - Getafe
| Ida; 12 de enero de 2005, 21:00 (CET) | C. A. Osasuna        | 2:0 (0:0) | Getafe C. F. | Estadio Reyno de Navarra, Pamplona |  |
|                                       | Muñoz 73' · Moha 84' |           |              |                                    |  |

| Vuelta; 18 de enero de 2005, 21:00 (CET) | Getafe C. F.                           | 3:2 (2:1) | C. A. Osasuna         | Coliseum Alfonso Pérez, Getafe |  |
|                                          | Craioveanu 10' · Kome 38' · Cotelo 55' |           | Muñoz 31' · Muñoz 75' |                                |  |

### Elche - Numancia
| Ida; 11 de enero de 2005, 21:00 (CET) | Elche C. F.      | 1:0 (1:0) | C. D. Numancia | Estadio Martínez Valero, Elche |  |
|                                       | Rubén Suárez 45' |           |                |                                |  |

| Vuelta; 18 de enero de 2005, 21:00 (CET) | C. D. Numancia                                           | 1:0 (0:0) (5:3 p.)         | Elche C. F.                          | Nuevo Estadio Los Pajaritos, Soria |  |
|                                          | Miguel 69'                                               |                            |                                      |                                    |  |
|                                          |                                                          | Tiros desde el punto penal |                                      |                                    |  |
|                                          | Tevenet · Miguel López · Pignol · Velasco · Miguel Pérez |                            | Ismael · Nino · Raúl Ivars · Alfredo |                                    |  |

### Mirandés - Real Betis
| Ida; 11 de enero de 2005, 21:00 (CET) | C. D. Mirandés | 1:3 (0:0) | Real Betis                          | Estadio de Anduva, Miranda de Ebro                        |                                                           |
|                                       | Rodri 46'      |           | Edu 74' · Oliveira 75' · Israel 90' | Asistencia: 6000 espectadores Árbitro(s): Esquinas Torres | Asistencia: 6000 espectadores Árbitro(s): Esquinas Torres |

| Vuelta; 18 de enero de 2005, 21:00 (CET) | Real Betis | 0:0 | C. D. Mirandés | Estadio Manuel Ruiz de Lopera, Sevilla |  |

### Gramenet - Lleida
| Ida; 13 de enero de 2005, 21:00 (CET) | U. D. A. Gramenet     | 2:0 (0:0) | U. E. Lleida | Nou Camp Municipal de Santa Coloma, Santa Coloma de Gramanet |  |
|                                       | Mario 52' · Dimas 59' |           |              |                                                              |  |

| Vuelta; 20 de enero de 2005, 21:00 (CET) | U. E. Lleida | 1:0 (1:0) | U. D. A. Gramenet | Camp d'esports, Lérida |  |
|                                          | Santos 37'   |           |                   |                        |  |

### Recreativo - Sevilla
| Ida; 13 de enero de 2005, 21:00 (CET) | R. C. Recreativo de Huelva | 0:2 (0:0) | Sevilla F. C.               | Nuevo Colombino, Huelva |  |
|                                       |                            |           | Baptista 69' · Baptista 76' |                         |  |

| Vuelta; 18 de enero de 2005, 21:00 (CET) | Sevilla F. C.               | 2:1 (0:1) | R. C. Recreativo de Huelva | Estadio Ramón Sánchez Pizjuán, Sevilla |  |
|                                          | Pablo Ruiz 60' · Aranda 73' |           | Xavi Jiménez 32'           |                                        |  |

## Cuartos de final

### Numancia - Atlético de Madrid
| Ida; 25 de enero de 2005, 20:00 (CET) | C. D. Numancia | 0:0     | Atlético de Madrid | Nuevo Estadio Los Pajaritos, Soria |                                   |
|                                       |                | Reporte |                    | Árbitro(s): Alfonso Pérez Burrull  | Árbitro(s): Alfonso Pérez Burrull |

| Vuelta; 2 de febrero de 2005, 21:00 (CET) | Atlético de Madrid  | 1:0 (0:0) | C. D. Numancia | Estadio Vicente Calderón, Madrid    |                                     |
|                                           | Fernando Torres 66' | Reporte   |                | Árbitro(s): Fernando Carmona Méndez | Árbitro(s): Fernando Carmona Méndez |

### Sevilla - Osasuna
| Ida; 2 de febrero de 2005, 21:00 (CET) | Sevilla F. C.                  | 2:1 (1:1) | C. A. Osasuna | Estadio Ramón Sánchez Pizjuán, Sevilla |                                   |
|                                        | Antoñito 21' · Jesús Navas 79' | Reporte   | Aloisi 38'    | Árbitro(s): César Muñiz Fernández      | Árbitro(s): César Muñiz Fernández |

| Vuelta; 16 de febrero de 2005, 21:00 (CET) | C. A. Osasuna                       | 3:1 (1:0) | Sevilla F. C. | Estadio Reyno de Navarra, Pamplona  |                                     |
|                                            | Valdo 25' · Cuéllar 68' · Muñoz 87' | Reporte   | Makukula 89'  | Árbitro(s): Miguel Ángel Pérez Lasa | Árbitro(s): Miguel Ángel Pérez Lasa |

### Athletic Club - Real Valladolid
| Ida; 25 de enero de 2005, 21:00 (CET) | Athletic Club                             | 3:2 (1:1) | Real Valladolid C. F. | San Mamés, Bilbao                          |                                            |
|                                       | Del Horno 18' · Ezquerro 73' · Iraola 79' | Reporte   | Iñaki 8' · Aduriz 87' | Árbitro(s): Manuel Enrique Mejuto González | Árbitro(s): Manuel Enrique Mejuto González |

| Vuelta; 3 de febrero de 2005, 20:00 (CET) | Real Valladolid C. F. | 0:1 (0:0) | Athletic Club | Estadio José Zorrilla, Valladolid    |                                      |
|                                           |                       | Reporte   | Yeste 73'     | Árbitro(s): Rafael Ramírez Domínguez | Árbitro(s): Rafael Ramírez Domínguez |

### Gramenet - Real Betis
| Ida; 27 de enero de 2005, 21:00 (CET) | U. D. A. Gramenet              | 2:2 (1:1) | Real Betis                  | Municipal de Santa Coloma, Santa Coloma de Gramanet |  |
|                                       | Juanito 23' (a.g.) · Ollés 52' |           | Fernando 16' · Assunçao 74' |                                                     |  |

| Vuelta; 3 de febrero de 2005, 21:00 (CET) | Real Betis                                             | 4:3 (2:0) | U. D. A. Gramenet                | Estadio Manuel Ruiz de Lopera, Sevilla |  |
|                                           | Fernando 24' · Rivas 26' · Oliveira 59' · Assunçao 85' |           | Miki 47' · Blaya 67' · Aarón 87' |                                        |  |

## Semifinales

### Osasuna - Atlético de Madrid
| Ida; 20 de abril de 2005, 21:00 (CET) | C. A. Osasuna | 1:0 (1:0) | Atlético de Madrid | Estadio Reyno de Navarra, Pamplona    |                                       |
|                                       | Valdo 27'     | Reporte   |                    | Árbitro(s): Julián Rodríguez Santiago | Árbitro(s): Julián Rodríguez Santiago |

| Vuelta; 11 de mayo de 2005, 21:00 (CET) | Atlético de Madrid | 0:0     | C. A. Osasuna | Estadio Vicente Calderón, Madrid  |                                   |
|                                         |                    | Reporte |               | Árbitro(s): Luis Medina Cantalejo | Árbitro(s): Luis Medina Cantalejo |

### Real Betis - Athletic
| Ida; 21 de abril de 2005, 21:00 (CET) | Real Betis | 0:0     | Athletic Club | Estadio Manuel Ruiz de Lopera, Sevilla                           |                                                                  |
|                                       |            | Reporte |               | Asistencia: 50 000 espectadores Árbitro(s): Arturo Daudén Ibáñez | Asistencia: 50 000 espectadores Árbitro(s): Arturo Daudén Ibáñez |

| Vuelta; 12 de mayo de 2005, 21:00 (CET) | Athletic Club                                         | 0:0 (4:5 p.)               | Real Betis                                                        | San Mamés, Bilbao                                               |                                                                 |
|                                         |                                                       | Reporte                    |                                                                   | Asistencia: 40 000 espectadores Árbitro(s): Carlos Megía Dávila | Asistencia: 40 000 espectadores Árbitro(s): Carlos Megía Dávila |
|                                         |                                                       | Tiros desde el punto penal |                                                                   |                                                                 |                                                                 |
|                                         | Del Horno · Yeste · Tiko · Orbaiz · Iraola · Ezquerro |                            | Assunçao · Oliveira · Joaquín · Denilson · Lembo · Luis Fernández |                                                                 |                                                                 |

## Final
| 30         | POR        | Toni Doblas          |     |
| 27         | DEF        | Melli                |     |
| 4          | DEF        | Juanito Gutiérrez    |     |
| 5          | DEF        | David Rivas          | 78' |
| 2          | DEF        | Luis Fernández       |     |
| 8          | MED        | Arzu                 | 69' |
| 20         | MED        | Marcos Assunção      |     |
| 17         | MED        | Joaquín Sánchez      |     |
| 24         | MED        | Edu                  | 90' |
| 9          | DEL        | Fernando Fernández   |     |
| 12         | DEL        | Ricardo Oliveira     |     |
| Entrenador | Entrenador | Lorenzo Serra Ferrer |     |

| 13         | POR        | Juan Elía        |     |
| 17         | DEF        | Unai Expósito    |     |
| 7          | DEF        | César Cruchaga   |     |
| 14         | DEF        | Josetxo Romero   |     |
| 3          | DEF        | Rafael Clavero   |     |
| 10         | MED        | Patxi Puñal      | 78' |
| 5          | MED        | Pablo García     |     |
| 21         | MED        | Valdo            |     |
| 23         | MED        | Ludovic Delporte |     |
| 15         | DEL        | Pierre Webó      | 78' |
| 18         | DEL        | Richard Morales  | 73' |
| Entrenador | Entrenador | Javier Aguirre   |     |

| 7 | DEF | Fernando Varela | 69' |
| 3 | DEF | Alejandro Lembo | 78' |
| 6 | DEL | Dani            | 90' |

| 9  | DEL | Savo Milošević | 73' |
| 16 | MED | David López    | 78' |
| 20 | DEL | John Aloisi    | 78' |

|  | 76'  | Ricardo Oliveira | 1-0 |
|  | 115' | Dani             | 2-1 |

|  | 84' | John Aloisi | 1-1 |

|  | 18'  | David Rivas |
|  | 61'  | Melli       |
|  | 96'  | Juanito     |
|  | 102' | Varela      |

|  | 15'  | Chengue Morales |
|  | 42'  | Rafael Clavero  |
|  | 66'  | Pablo García    |
|  | 88'  | Unai Expósito   |
|  | 90'  | César Cruchaga  |
|  | 120' | Pablo García    |

| Árbitro:             | Alfonso Pérez Burrull       |
| Árbitros asistentes: | Juan Carlos Yuste Jiménez   |
| Árbitros asistentes: | Carlos Andrés López Villate |
| Cuarto árbitro:      | Bernardino González Vázquez |
| Reporte              |                             |

| 30         | POR        | Toni Doblas          |     |
| 27         | DEF        | Melli                |     |
| 4          | DEF        | Juanito Gutiérrez    |     |
| 5          | DEF        | David Rivas          | 78' |
| 2          | DEF        | Luis Fernández       |     |
| 8          | MED        | Arzu                 | 69' |
| 20         | MED        | Marcos Assunção      |     |
| 17         | MED        | Joaquín Sánchez      |     |
| 24         | MED        | Edu                  | 90' |
| 9          | DEL        | Fernando Fernández   |     |
| 12         | DEL        | Ricardo Oliveira     |     |
| Entrenador | Entrenador | Lorenzo Serra Ferrer |     |

| 13         | POR        | Juan Elía        |     |
| 17         | DEF        | Unai Expósito    |     |
| 7          | DEF        | César Cruchaga   |     |
| 14         | DEF        | Josetxo Romero   |     |
| 3          | DEF        | Rafael Clavero   |     |
| 10         | MED        | Patxi Puñal      | 78' |
| 5          | MED        | Pablo García     |     |
| 21         | MED        | Valdo            |     |
| 23         | MED        | Ludovic Delporte |     |
| 15         | DEL        | Pierre Webó      | 78' |
| 18         | DEL        | Richard Morales  | 73' |
| Entrenador | Entrenador | Javier Aguirre   |     |

| 7 | DEF | Fernando Varela | 69' |
| 3 | DEF | Alejandro Lembo | 78' |
| 6 | DEL | Dani            | 90' |

| 9  | DEL | Savo Milošević | 73' |
| 16 | MED | David López    | 78' |
| 20 | DEL | John Aloisi    | 78' |

|  | 76'  | Ricardo Oliveira | 1-0 |
|  | 115' | Dani             | 2-1 |

|  | 84' | John Aloisi | 1-1 |

|  | 18'  | David Rivas |
|  | 61'  | Melli       |
|  | 96'  | Juanito     |
|  | 102' | Varela      |

|  | 15'  | Chengue Morales |
|  | 42'  | Rafael Clavero  |
|  | 66'  | Pablo García    |
|  | 88'  | Unai Expósito   |
|  | 90'  | César Cruchaga  |
|  | 120' | Pablo García    |

| Árbitro:             | Alfonso Pérez Burrull       |
| Árbitros asistentes: | Juan Carlos Yuste Jiménez   |
| Árbitros asistentes: | Carlos Andrés López Villate |
| Cuarto árbitro:      | Bernardino González Vázquez |
| Reporte              |                             |

|                    |
|                    |
| Campeón Real Betis |
| 2° título          |

## Máximos goleadores
| Pos. | Jugador           | Equipo                | Goles |
| ---- | ----------------- | --------------------- | ----- |
| 1.°  | Aitor Huegún      | Lorca Deportiva C. F. | 5     |
| 1.°  | Alejandro Suárez  | U. D. Lanzarote       | 5     |
| 1.°  | Iñaki Muñoz       | C. A. Osasuna         | 5     |
| 4.°  | Ricardo Oliveira  | Real Betis            | 4     |
| 5.°  | Braulio Nóbrega   | Atlético de Madrid    | 3     |
| 5.°  | Santi Ezquerro    | Athletic Club         | 3     |
| 5.°  | Fernando Llorente | Athletic Club         | 3     |
| 5.°  | Maciot            | U. D. Lanzarote       | 3     |

| Predecesor: Copa del Rey 2003-04 | Copa del Rey de fútbol 2004-05 | Sucesor: Copa del Rey 2005-06 |

- Datos: Q1130869